# Adrienne Wilkinson
Adrienne Wilkinson (Memphis, 1º settembre 1977) è un'attrice, doppiatrice e produttrice cinematografica statunitense.

## Biografia
Adrienne Marie Wilkinson può vantare origini irlandesi, scozzesi, Cherokee, danesi e tedesche. A due anni incomincia a prendere lezioni di ballo.
Si è diplomata nella stessa scuola di Brad Pitt la Kickapoo High School a Springfield. Subito dopo il diploma si è trasferita a Los Angeles per intraprendere la carriera di attrice. Ha due sorelle ed un fratello più giovani. Entrambe le sorelle sono artiste: Tracey Bradley è una regista e produttrice che lavora per i Pulse Studio, mentre Aimee Wilkinson è una musicista. Tutte e tre hanno lavorato insieme nel 2005 nel film Expectation.
Adrienne è famosa per avere interpretato il ruolo di Evi, la figlia della principessa guerriera Xena nella popolare serie: Xena - Principessa guerriera. Ha incominciato la carriera di attrice in un episodio della serie televisiva Sweet Valley High nel 1996; partecipa ad altre due serie Tv Saved by the Bell: The New Class nel 1997 e, nel 2000, Chicken Soup for the Soul. Nel 2001 è protagonista di quattro puntate della serie tv di Mtv Undressed. Nel 2002 è Nikki nella versione statunitense della serie drammatica As if. Nel 2003 ha una piccola parte in un episodio di Angel e, nel ruolo di Linda Browning, nella popolare soap opera della NBC Il tempo della nostra vita. Nel 2005 ha un ruolo nel primo episodio dell'ottava stagione della serie Tv Streghe, in cui interpreta Julie Bennett (personaggio che momentaneamente "prende il posto" di Phoebe Halliwell); nello stesso anno ha due ruoli in una puntata di Eyes e E.R. - Medici in prima linea.
La sua carriera cinematografica ha avuto una svolta tra il 2005 e il 2006, in cui interpreta sei film il più importante dei quali è Lakeshore Drive, scritto e diretto da Michael Grais con Adrienne e Peter Dobson, nel quale è la protagonista.
Nel 2008 vince quattro premi per la sua interpretazione nel cortometraggio Reflection diretto da Barry Caldwell e con co-protagonisti Matt Long, James Morrison, Louis Lombardi, Jim Beaver, Zoë Bell e Ana Harrison.
È anche doppiatrice ed ha lavorato in più di 40 tra videogiochi, film d'animazione e pubblicità. Ha dato la propria voce al personaggio di Maris Brood, la Jedi del videogioco Star Wars: Il potere della Forza; ma non solo, le sue caratteristiche fisiche sono state utilizzate anche per la creazione del personaggio, grazie a un'avanzata versione della tecnologia motion capture.
Nell'ottobre del 2007 debutta come produttrice nel cortometraggio indipendente Seconds, un film che racconta la storia di una donna che lotta contro la depressione. All'inizio Adrienne avrebbe voluto interpretare il ruolo di protagonista, ma non gli fu possibile a causa di numerosi impegni. Entrò comunque nel progetto come produttrice poiché era molto interessata alla storia.

### Altre attività
Adrienne è impegnata in molte attività di carità incentrate sull'animalismo e sull'alfabetizzazione dei bambini. Ogni anno a novembre, sul suo sito internet ufficiale, si tiene un'asta di beneficenza, il cui ricavato serve a sostenere le spese mediche di famiglie bisognose.

## Filmografia

### Attrice

#### Cinema
- Pomegranate, regia di Kraig Kuzirian (2005)
- Virtual Trek Wildlife Park, regia di Julie Ruffell (2011)
- Raze, regia di Josh C. Waller (2013)
- The Life and Death of Julian Finn, regia di Erin Dinsmore (2016)
- Burning Dog, regia di Trey Batchelor (2020)
- Dreamcatcher, regia di Jacob Johnston (2021)

#### Televisione
- Sweet Valley High – serie TV, episodio 3x10  (1996)
- Bayside School - La nuova classe (Saved by the Bell: The New Class) – serie TV, episodio 5x02 (1997)
- Chicken Soup for the Soul – serie TV, episodio sconosciuto (2000)
- Xena - Principessa guerriera (Xena: Warrior Princess) – serie TV, 10 episodi (2000-2001)
- Undressed – serie TV, 4 episodi (2001)
- As if – serie TV, 7 episodi (2002)
- Interceptor Force 2, regia di Phillip J. Roth – film TV (2002)
- Angel – serie TV, episodio 4x15 (2003)
- Il tempo della nostra vita (Days of Our Lives) – soap opera, episodio 1.9539 (2003)
- Eyes – serie TV, episodio 1x03  (2005)
- E.R. - Medici in prima linea (ER) – serie TV, episodio 11x22 (2005)
- Streghe (Charmed) – serie TV, episodio 8x01 (2005)
- This Can't Be My Life – serie TV, episodio 1x01 (2008)
- Freshmen, regia di Pamela Fryman – film TV (2010)
- Venice the Series – serie TV, 36 episodi (2010-2014)
- Goodnight Burbank – serie TV, 7 episodi (2011)
- Partners – serie TV, episodio 1x07 (2013)
- Suspense – serie TV, 46 episodi (2013-2019)
- Broken Things, regia di Renée O'Connor – film TV (2014)
- Fame Game – serie TV, episodio 1x01 (2014)
- About a Boy – serie TV, episodio 2x10 (2015)
- Pretty the Series – serie TV, 5 episodi (2015)
- Eff'd, regia di Jonathan Goldstein – film TV (2015)
- Star Trek Continues – webserie, episodio 4 di 11 (2015)
- Hot Girl Walks By – serie TV, episodio 1x05 (2015)
- Club 5150 – serie TV, 4 episodi (2015)
- Star Trek: Renegades, regia di Tim Russ - webmovie (2015)
- Monster School Animation  – serie TV, episodio 1x01 (2017)
- Sidetracked – serie TV, 12 episodi (2021)

#### Cortometraggi
- Return, regia di Cameron Pearson (1996)
- Yesterday's Dream, regia di Oriol Bernat (2006)
- WalkAway, regia di Angela Hurt (2006)
- Going Up!, regia di Patrick Reardon (2006)
- Expectation, regia di Tracey Bradley  (2006)
- Lakeshore Drive, regia di Michael Grais (2006)
- Reflections, regia di Barry L. Caldwell (2008)
- The American Failure, regia di Ameenah Kaplan e Said Faraj (2012)
- Andromeda, regia di Robert Hollocks (2014)
- Dia de Los Muertos, regia di Chris Loomis (2015)
- Cyril, regia di Clinton Noel Williams (2017)

### Produttrice
- WalkAway, regia di Angela Hurt – cortometraggio (2006)
- Expectation, regia di Tracey Bradley – cortometraggio (2006)
- The Perfection of Anna, regia di Elizabeth Gracen – cortometraggio (2012)
- From the Mouths of Babes – serie TV documentario, 74 episodi (2013-2019)
- Suspense – serie TV, 143 episodi (2014-2019)
- Mary Anne, regia di Elizabeth Gracen – cortometraggio (2015)
- Dia de Los Muertos, regia di Chris Loomis – cortometraggio (2015)
- Lee, regia di Elizabeth Gracen – documentario (2017)
- Burning Dog, regia di Trey Batchelor (2020)

## Doppiaggio

### Videogiochi
- Duchessa in Kill Switch (2003)
- Daphne in Scooby Doo 2: Monsters Unleashed (2004)
- Danielle Clothespinner / Andrea Dovesong / Breeza Harmet in EverQuest2 (2004)
- Ruby in Dead to Rights II (2005)
- Malice in Neopets: The Darkest Faerie (2005)
- Samantha in Saint Row (2006)
- The Sopranos: Road to Respect (2006)
- Meredith in Bratz 4 Real (2007)
- Zone Raider in Command & Conquer 3: Kane's Wrath (2008)
- Maris Brood in Star Wars: Il potere della Forza (Star Wars: The Force Unleashed) (2008)
- Sorority Girl / Stewardess / Hippy e altri personaggi in Saints Row 2 (2008)
- Maris Brood in Star Wars: The Force Unleashed - Ultimate Sith Edition (2009)
- Mina Tang - The Handler / Brayko's Girl in Alpha Protocol (2010) (post-produzione)
- Maris Brood in Star Wars: The Force Unleashed II (2010)
- News Anchor in The 3rd Birthday (2010)
- LouAnn Wilkins in Star Trek Online (2010)
- Gianna in Star Wars: The Old Republic (2011)
- Sarah in The Secret World: Issue 9 - The Black Signal (2014)
- Laura in PsychoBreak (2014)
- Bea in Sons of Anarchy: The Prospect, Episode 1 (2015)
- Voci aggiuntive in Rise of the Tomb Raider (2016)
- Shiva in World of Final Fantasy (2016)
- Coli / Judith / Azalea in Epic Seven (2018)

### Serie animate
- La Figlia in Star Wars: The Clone Wars – serie animata, episodi 3x15-3x16

## Doppiatrici italiane
- Laura Latini in Xena - Principessa guerriera
- Sabrina Duranti in E.R. - Medici in prima linea